# Karel van Soest
Karel Willem Theodore (Karel) van Soest (Terneuzen, 21 oktober 1951) is een Nederlands bestuurder en VVD-politicus.

## Biografie
Na een opleiding economie en planologie aan het Nederlands Wetenschappelijk Instituut voor Toerisme (NWIT) in Breda ging Van Soest werken als beleidsmedewerker op de afdeling Ruimtelijke Ordening van de provincie Zuid-Holland. In 1985 begon hij als wethouder en locoburgemeester van Waddinxveen en werd in 1996 burgemeester van het Limburgse Heel.
Op 21 mei 2003 werd Van Soest door de inwoners van Boxmeer verkozen tot burgemeester middels een raadplegend burgemeestersreferendum. Van Soest kreeg 59 procent van de stemmen en won daarmee van medekandidaat Jo Fijen; de opkomst van het referendum bedroeg 38 procent. Tijdens de verkiezingscampagne werd door de gemeente niet gezegd tot welke politieke partij de kandidaten behoorden, maar in de media werd de naam van de partij wel steeds genoemd. Hij begon op 1 september 2003 als burgemeester.
Vanaf 2005 was Van Soest voorzitter van de Raad van Commissarissen van het Brabants Monumentenfonds. Sinds januari 2013 is hij voorzitter van de Kring van Schuttersgilden Land van Cuijk geworden. Hij volgde in die functie Odi Bouwmans op, die hij ook als burgemeester van de gemeente Boxmeer opvolgde. Op 1 september 2021 ging Van Soest met pensioen. Hij blijft echter tot en met 31 december 2021 waarnemend burgemeester van Boxmeer. Op 1 januari 2022 stond de gemeentelijke herindeling gepland van Boxmeer met Cuijk, Mill en Sint Hubert en Sint Anthonis die per die datum opgingen in de nieuwe fusiegemeente Land van Cuijk.